# Ras Tannura
Ras Tannura, també Ras Tanurah (àrab: رأس تنورة, Raʾs Tannūra, ‘Cap Tannura’) és una ciutat de l'Aràbia Saudita, a l'est del país. El nom s'aplica a la ciutat, a un complex industrial a la península de Ras Tannura (base d'operacions de l'ARAMCO) i al complex de treballadors de l'ARAMCO, si bé aquest darrer és també anomenat Najmah. Aquí hi ha uns 3.200 residents i la població de la ciutat el 2009 era de 73.933 habitants. Ras Tannurah és al sud del port de Jubail i al nord de la badia de Tarut on hi ha la ciutat d'al-Dammam. La ciutat compra amb un port i un petit aeroport, però el port és fora de la península perquè necessita aigües fondes per acollir a grans petroliers. El nom tannur apareix a l'alcorà referint-se a Noè i vol dir "forn", però designa també qualsevol font d'aigua. El juliol de 1933 el rei saudita Abd-al-Aziz va fer una concessió d'exploració a la Standard Oil Company de Califòrnia. Les primeres explotacions de petroli es van fer des de Ras Tannurah el 1939. Un oleoducte de 60 km uneix al-Dammam amb Ras Tannura.